# Gojmir
Goja je moško osebno ime.

## Izvor imena
Ime Gojmir je izpeljanka iz imena Gojko.

## Pogostost imena
Po podatkih Statističnega urada Republike Slovenije je bilo na dan 31. decembra 2007 v Sloveniji število ženskih oseb z imenom Gojmir: 31.

## Osebni praznik
V koledarju je ime Gojmir zapisano skupaj z imenom Pacifik; god praznuje 24. septembra (Pacifik, menih, † 24. sep. 1721).